# Рассмешите клоуна
«Рассмешите клоуна» — советский двухсерийный телевизионный художественный фильм, поставленный режиссёром Николаем Рашеевым по сценарию Сергея Абрамова. Фильм рассказывают о нелёгком труде цирковых артистов, полном творческих поисков, сомнений, разочарований и триумфов, об их преданности своему делу.
Премьера на телевидении СССР состоялась 27 декабря 1984 года.

## Сюжет
В Киев на длительные гастроли приезжает цирковая труппа. Ковёрный клоун труппы Вовчик, откровенно говоря, звёзд с неба никогда не хватал. Начальство недовольно им, требует новых реприз, побольше фантазии. На премьере происходит неожиданный случай. Одна из зрительниц, обыкновенная работница общепита, женщина средних лет по имени Галя, поспорив со своим спутником, проявила ненужную инициативу и сама напросилась выйти на арену вместо клоунской «подсадки». Вовчик был вынужден пригласить её на арену. Вероятно, в этот момент артист не подозревал, что это судьба. С этого началось их творческое сотрудничество, а затем и нечто большее.

## В ролях
- Владимир Кремена — клоун Вовчик
- Галина Польских — Галя
- Георгий Тейх — дядя Жора, инспектор манежа
- Владимир Шевченко — Владимир Дмитриевич, дрессировщик хищников (камео)
- Людмила Шевченко — дрессировщица (камео)
- Евгений Биляуэр — соло-жонглёр
- Владимир Дещук — эквилибрист на катушках
- Владимир Кашеваров — воздушный вольтижёр
- Светлана Кашеварова — воздушный вольтижёр
- Людмила Лобза — Таня, коллега Гали по работе в ресторане
- Пётр Меркурьев — спутник Гали на представлении
- Марк Резницкий — дирижёр оркестра цирка
- Владимир Примаченко — «Прима» — клоун с кувалдой, эпизод (камео)
- Владимир Титов — эпизод
- Елена Афанасьева — эпизод
- П. Титов — эпизод
- А. Александрова — эпизод

### Другие цирковые артисты, снявшиеся в картине
- Акробатический ансамбль «Буковина» (рук. Валерий Пузаков)
- Воздушные акробаты (рук. Михаил Курдо)
- Эквилибристы на летающих першах (рук. Анатолий Стеценко)
- Гимнасты на турниках (рук. Игорь Бессараб)
- Казацкие игры (рук. Борис Лазаров)

### Озвучивание
- Сергей Шакуров — клоун Вовчик (роль Владимира Кремены)[к 1]

### Вокал
- Юлий Ким — автор и исполнитель песен (под псевдонимом «Юлий Михайлов»)

## Съёмочная группа
- Режиссёр: Николай Рашеев
- Сценарист: Сергей Абрамов
- Оператор: Феликс Гилевич
- Композитор: Владимир Дашкевич
- Музыкальное сопровождение: ансамбль «Мелодия»
- Звукооператор: Ю. Лавриненко
- Режиссёр: Э. Ильенко
- Операторы: В. Гапчук, Г. Контесов, А. Першин
- Монтаж: Е. Лукашенко
- Грим: Г. Тышлек
- Костюмы: Л. Коротенко
- Ассистенты режиссёра: С. Осадчая, Е. Юревич
- Художник-декоратор: Б. Тюлебаев
- Оператор комбинированных съёмок: Н. Шабаев
- Мастер-светотехник: Г. Котов
- Административная группа: В. Сергиенко, Г. Юденко
- Редактор: Юрий Морозов
- Директор картины: Жанна Слупская